# I Only Lie When I Love You
I Only Lie When I Love You è un singolo del gruppo musicale britannico Royal Blood, pubblicato l'8 giugno 2017 come secondo estratto dal secondo album in studio How Did We Get So Dark?.

## Video musicale
Il video, diretto da Pascal Teixeira, è stato reso disponibile in concomitanza con il lancio del singolo attraverso il canale YouTube del duo.

## Tracce
1. I Only Lie When I Love You – 2:49

## Formazione
Gruppo
- Mike Kerr – basso, tastiera, voce
- Ben Thatcher – batteria, percussioni, Steinway D

Produzione
- Jolyon Thomas – produzione, ingegneria del suono
- Royal Blood – produzione
- Drew Bang – ingegneria del suono
- Paul-Edoau Laurendau – assistenza tecnica
- Brian Lucey – mastering

## Classifiche
| Classifica (2017)                | Posizione massima |
| -------------------------------- | ----------------- |
| Belgio (Fiandre)                 | 58                |
| Regno Unito (rock & metal)       | 2                 |
| Stati Uniti (alternative)        | 16                |
| Stati Uniti (mainstream rock)    | 1                 |
| Stati Uniti (rock & alternative) | 19                |

## Date di pubblicazione
| Paese       | Data di pubblicazione | Formato           |
| ----------- | --------------------- | ----------------- |
| Mondo       | 8 giugno 2017         | Download digitale |
| Stati Uniti | 3 ottobre 2017        | Airplay           |